# Hafnarfjörður

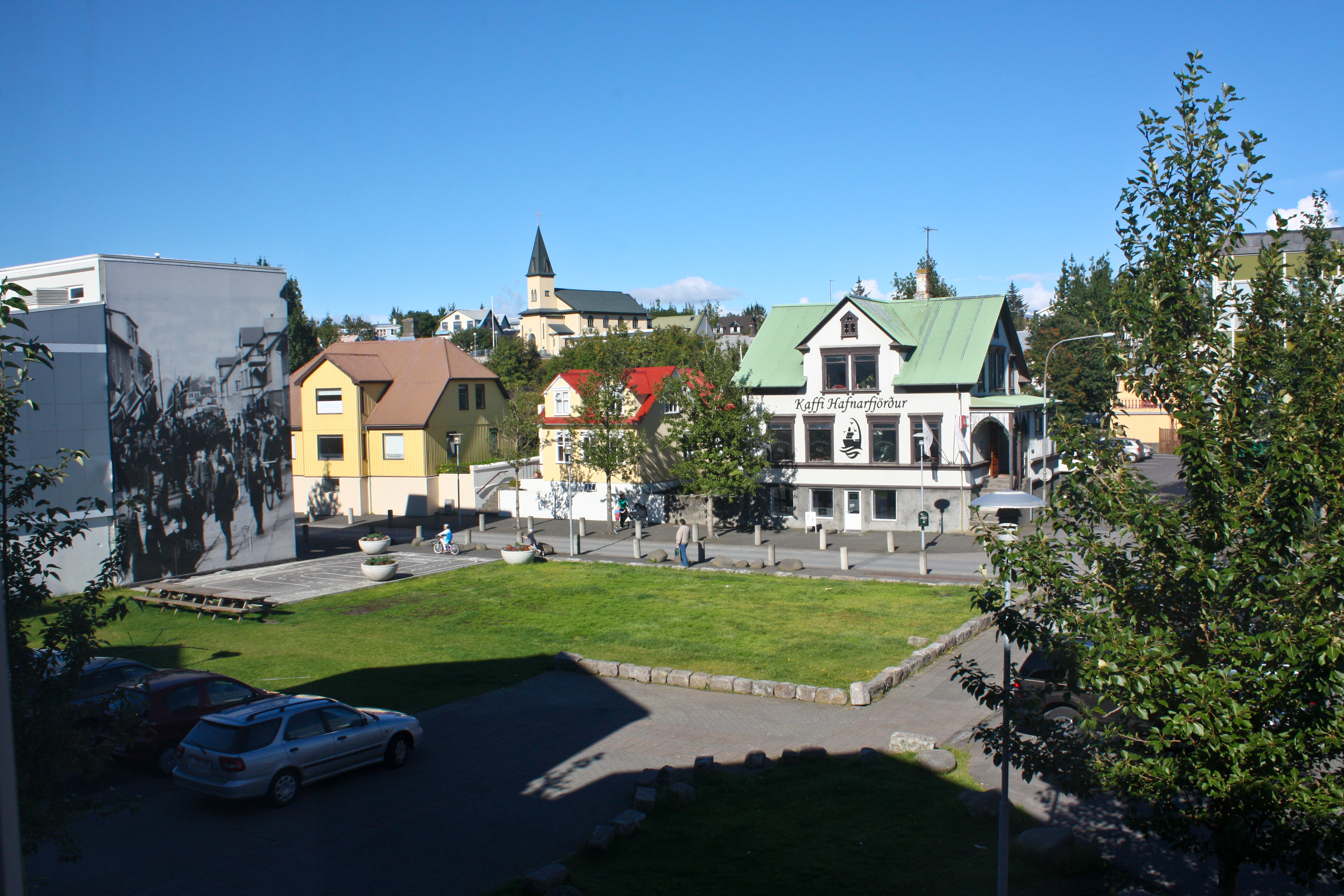
Centro histórico de la ciudad

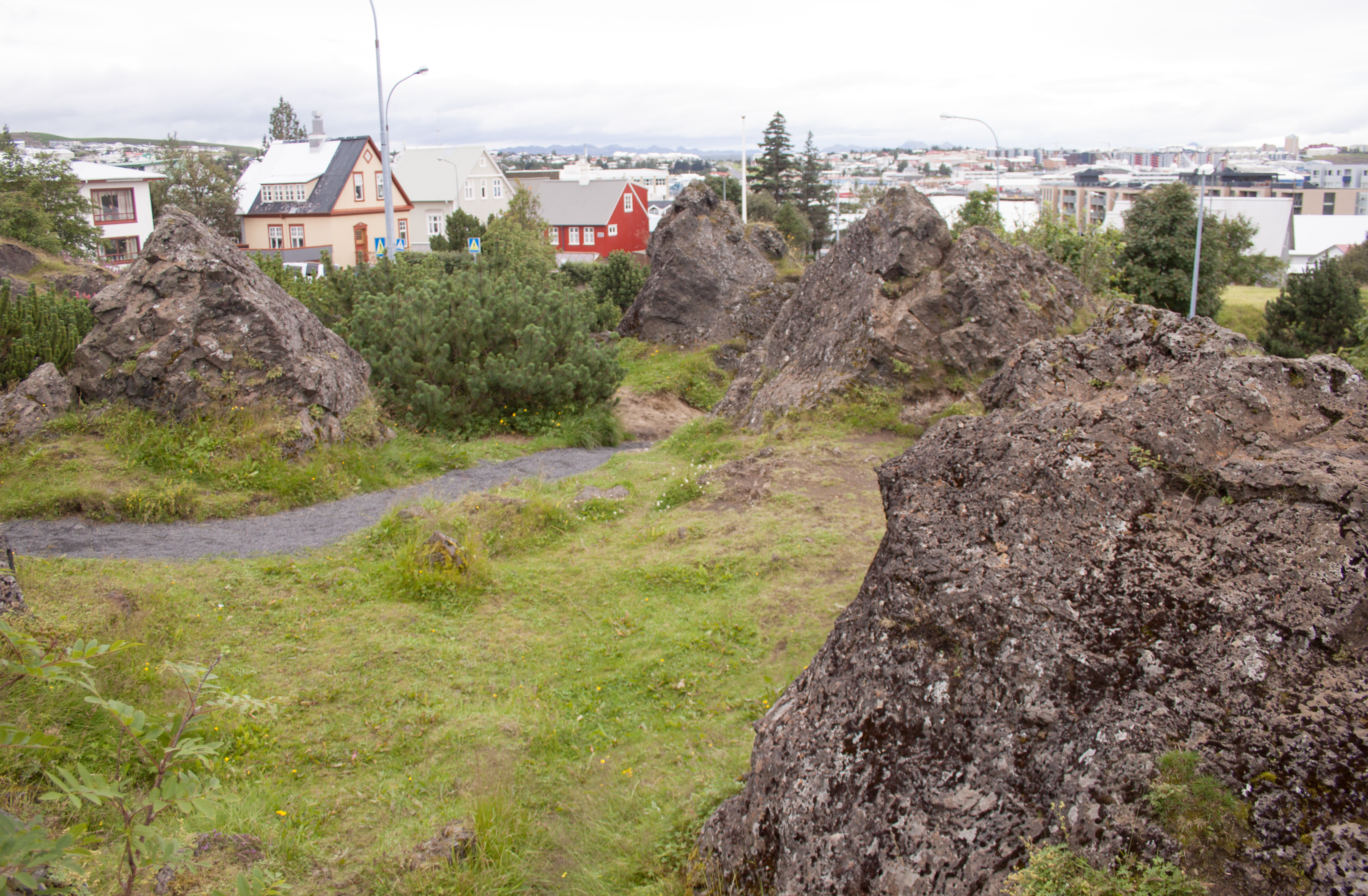
Parque Hellisgerði

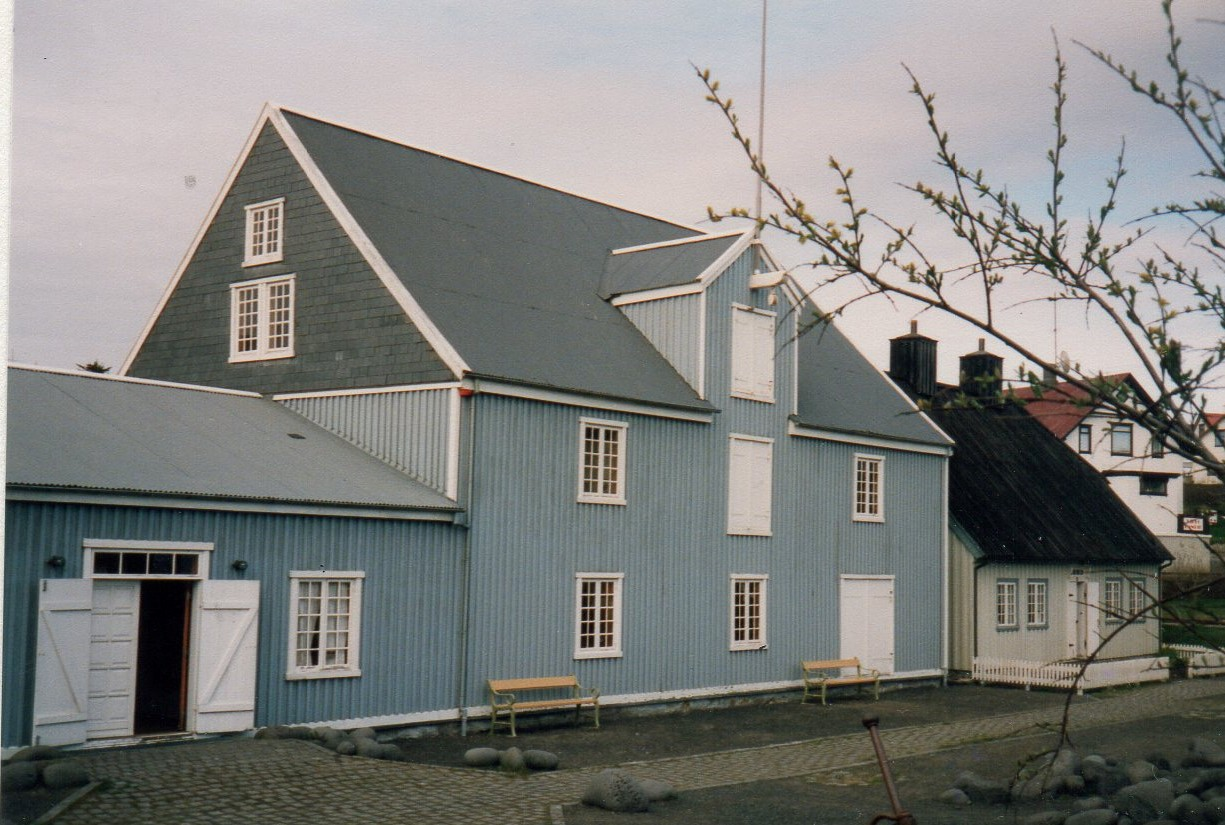
Pakkhúsið (1865, izq.) y Sívertsenshús (der., 1803)

Hafnarfjörður es la tercera ciudad más grande de Islandia después de Reikiavik y Kópavogur. En diciembre de 2003, la población era de 21 190 habitantes. Se encuentra en la región de Höfuðborgarsvæðið.
Situada a 10 kilómetros de la capital, se encuentra en la costa suroeste del país, sobre la lava originada por el volcán Búrfell hace más de 7300 años.

## Historia
La ciudad de Hafnarfjörður toma su nombre del puerto natural donde se encuentra localizada (en islandés: Puerto del Fiordo).
La primera mención de la ciudad se refleja en el Landnámabók (El Libro del Asentamiento). Ya en el siglo XV, marineros ingleses comenzaron a comerciar con la ciudad para ser más tarde substituidos por comerciantes alemanes. El documento alemán más antiguo que contiene el nombre del lugar Hafnarfjörður fue escrito en 1391, y en otro documento alemán redactado en 1486 Hafnarfjörður fue mencionado como un lugar de comercio de comerciantes alemanes de Hamburgo por primera vez. De este modo, y hasta 1602, la ciudad pasó a formar parte de la lista de zonas bajo influencia de la Liga Hanseática. Hoy día la ciudad, al igual que Stykkishólmur en el Oeste de Islandia, sigue siendo un miembro de la Nueva Hansa, una federación internacional de ciudades del mar Báltico y del mar del Norte.
Más tarde, la corona danesa impondría un monopolio con todas las ciudades de la isla que duraría hasta el siglo XVIII. Durante esa época, Hafnarfjörður pasaría a convertirse en el centro comercial más activo sobre suelo islandés.
En 1783 Bjarni Sívertsen se estableció con sus empresas pescaderas en la ciudad, desarrollando la economía local y siendo considerado, desde entonces, como el padre de la ciudad. Su casa (Sívertsenhús) fue convertida en un museo que explica sus méritos y la historia de la ciudad.
En 1890 Hafnarfjörður era una de las poblaciones más grandes de Islandia con 616 habitantes. No sería, sin embargo, hasta 1908 cuando Hafnarfjörður obtendría el estatuto y los privilegios de una ciudad. En ese año tenía 1 400 habitantes. En 1920 el número de habitantes se elevó a 2 366, en 1940 a 3 686, en 1960 a 7 160  y en 1980 a 12 312. La industria pesquera ha continuado desarrollándose, convirtiendo a esta localidad en el segundo puerto en importancia  y la tercera ciudad más grande del país.

## Atracciones turísticas
La ciudad se convierte cada año en un centro turístico internacional con motivo de un festival vikingo donde, durante una semana, se llevan a cabo muestras de artesanía o luchas de espada. Fueron construidos algunos edificios como p. ej. un restaurante en un estilo algo parecido a la arquitectura de los vikingos en una parte turística de la ciudad que se llama Fjörukráin.
La casa más antigua de la ciudad que fue construida en 1803 se llama Sívertsenshús y se halla en la calle Vesturgata al lado de un almacén histórico (Pakkhús) construido en 1865. Otros edificios históricos del siglo XIX se ubican en las calles Strandgata y Fjarðargata. La Iglesia de San José  (St. Jósefskirkja) cuya parroquia fue fundada en 1926 está ubicada en el sur del centro cerca del Karmelklaustur, el único monasterio católico de Islandia.
Muchos islandeses creen en la existencia de troles y elfos. El pequeño parque Hellisgerđi en Hafnarfjörđur, visitado por muchos turistas, es muy conocido por su vegetación impresionante y por sus rocas de lava. Según varias leyendas antiguas se trata de los domicilios de troles y elfos.
La ciudad de Hafnarfjörður cuenta con su proprio teatro municipal y con el Museo Nacional de la Película Islandesa (Kvikmyndasafn Íslands) así como el Museo del Correo y de la Telegrafía (Póst- og Símaminjasafnið).
En el centro de la ciudad se puede visitar el parque Víðistaðatún con varias esculturas creadas por artistas islandeses e internacionales. Aquí se halla también la moderna iglesia Víðistaðakirkja que tiene una nave semicircular con 380 asientos inaugurada en 1988. Dicha iglesia forma un contraste muy marcado a la antigua iglesia Hafnarfjarðarkirkja (500 asientos), inaugurada en 1914 al lado del puerto. El edificio característico y más conocido de Hafnarfjörður es el faro viti construido en 1900 aproximadamente que se halla en un barrio residencial en un terreno particular.

## Otros datos de interés
Igualmente, en el ámbito nacional, la ciudad es conocida por ser el objetivo de muchos chistes en el país.

## Personajes célebres

### Nacidos en Hafnarfjörður
- Björgvin Halldórsson cantante pop
- Gylfi Sigurðsson futbolista
- Stefán Karl Stefánsson actor